# Fit for Life
Fit for Life ist eine Ernährungsform, die auf das gleichnamige Buch von Harvey und Marilyn Diamond aus dem Jahr 1985 zurückgeht. Sie basiert auf Theorien der im 19. Jahrhundert  in den USA begründeten Natural-Hygiene-Bewegung.  Es handelt sich um eine Abwandlung der Trennkost, ergänzt durch weitere Ernährungsregeln. Basis der Ernährung ist Rohkost, vor allem in Form von Obst. Fleisch wird nicht generell verboten, gilt aber als gesundheitsschädlich und der Mensch wird als Frugivore (Früchtefresser) eingestuft. Fit for Life soll das Trennkost-Prinzip in den USA und in Europa erst richtig populär gemacht haben. Die Theorien, die von den Diamonds zur Ernährung und zur Verdauung aufgestellt werden, sind wissenschaftlich nicht haltbar. Die Ernährung wird als Dauerkost bezeichnet, aber auch als Diät zur Gewichtsabnahme.

## Theorien
Das Ehepaar Diamond stellt die These auf, dass die Ernährung mit der üblichen Mischkost zu Bildung von Schlacken im Körper führt. Außerdem führe falsche Ernährung zur Vergiftung des Blutes (Toxämie). Angeblich ist der menschliche Körper nicht auf die Verwertung von gekochten Nahrungsmitteln, die als „denaturiert“ bezeichnet werden, eingestellt, so dass er sie nur unvollständig verwerten und verdauen könne. Dies sei die wesentliche Ursache für Übergewicht. Die unvollständige Verwertung führe zusätzlich zu einer Übersäuerung (Azidose) des Körpers, die der Körper durch die Speicherung von Wasser auszugleichen versuche, was zu einer Aufschwemmung führe.
Wie Howard Hay gehen die Diamonds davon aus, dass der Körper jeweils nur einen Nährstoff gleichzeitig verarbeiten kann. Daher dürfen Eiweiß und Kohlenhydrate nicht zusammen verzehrt werden. Bei einer Kombination bliebe die Nahrung zu lange im Magen, so dass das Eiweiß faule und die Kohlenhydrate gären und zu viel Energie für die Verdauung aufgewendet werden müsse. Außerdem entstehen so angeblich schädliche Säuren.
Wie bei der Waerland-Kost sind bei der Ernährung außerdem noch bestimmte Zeiträume zu beachten, die als Körperphasen bezeichnet werden: Von 4 bis 12 Uhr ist der Körper demnach auf Ausscheidung eingestellt, von 12 bis 20 Uhr auf Nahrungsaufnahme und von 20 bis 4 Uhr auf Nahrungsverwertung. Dieses Prinzip spielt auch bei der Ernährung nach Mazdaznan eine Rolle.
Milch und Milchprodukte können angeblich nach dem dritten Lebensjahr vom Körper nicht mehr verarbeitet werden und führen deshalb zu einer schädlichen Schleimbildung. Die Aufnahme von Mineralstoffen durch das Trinken von Mineralwasser wird als gesundheitsschädlich bezeichnet, da sich die Mineralstoffe mit Cholesterin verbinden und in den Arterien ablagern würden.

## Ernährungsregeln
Die Kost besteht zu etwa 70 Prozent aus Obst, Gemüse und Salat und zu 30 Prozent aus Brot, Getreide und Fleisch. Obst gilt als wichtigste Nahrung, die alle wichtigen Nährstoffe enthalte. Generell werden wasserreiche Lebensmittel bevorzugt. Diese Empfehlung basiert auf der Annahme, dass ein Wassergehalt der Nahrung von etwa 70 Prozent für die menschliche Ernährung optimal sei, weil der Körper des Erwachsenen zu etwa 60 Prozent aus Wasser besteht, die Erdoberfläche zu etwa 70 Prozent. Wasser gilt auch als „Reinigungsmittel“, um den Körper von „Schlacken“ zu befreien. Getrunken werden soll jedoch ausschließlich destilliertes Wasser und frisch gepresster Frucht- oder Gemüsesaft.
Verarbeitete Lebensmittel mit geringem Wassergehalt wie Brot, Getreide, Fleisch und Fisch bezeichnen die Autoren als „tote Nahrung“. Milchprodukte sind gerade im Rahmen einer Diät zur Gewichtsabnahme zu vermeiden und lösen angeblich Allergien und „Verschleimung“ aus. Milch sei vor allem für Kälber bestimmt. Pflanzliche Öle sollen kalt gepresst und nicht raffiniert sein.
Die Ernährung muss streng nach den angegebenen Körperphasen (oder Körperzyklen) erfolgen. Vormittags sind ausschließlich Früchte und Säfte erlaubt, mittags gibt es Salate und Gemüse und abends Fleisch mit Salat oder Kartoffeln mit Gemüse. Obst muss unbedingt auf leeren Magen gegessen werden und darf nicht mit anderen Lebensmitteln kombiniert werden. Rohkost ist auf jeden Fall vorzuziehen.

## Kritik
Die meisten Mediziner und Ernährungswissenschaftler bezeichnen die Theorien, die Fit for Life zugrunde liegen, als falsch und wissenschaftlich völlig unhaltbar:
- Die Behauptung, dass Eiweiß und Kohlenhydrate nicht zusammen verdaut werden können, war schon vor der Veröffentlichung der Ernährungslehre widerlegt.
- Ein gesunder Körper übersäuert nur für kurze Zeit und stellt das Säure-Base-Gleichgewicht danach von selbst wieder her.
- Medizinisch lässt sich keine „Schlackenbildung“ im Körper nachweisen. Der Stoffwechsel sorgt dafür, dass alle Nahrungsbestandteile entweder verarbeitet oder ausgeschieden werden.
- Milch verklebt nicht die Schleimhäute. In Europa und den USA verfügen nur etwa 10 bis 30 Prozent der Bevölkerung nicht über das Enzym Lactase zur Milchverarbeitung.
- Mineralstoffe lagern sich nicht in den Arterien ab.
- Destilliertes Wasser ist de facto „totes Wasser“. Seine Zufuhr kann auf Dauer den Elektrolythaushalt des Körpers beeinträchtigen und zu Mineralstoffmangel führen. Es gibt keinen Grund, Mineralwasser abzulehnen.
- Gekochte Kost ist leichter verdaulich als Rohkost. Rohkost bleibt deutlich länger im Magen.
- Es gibt keinen Nachweis für die Existenz dieser Körperzyklen. Die meisten Ernährungswissenschaftler empfehlen, die Energiespeicher des Körpers vor allem am Vormittag aufzufüllen und abends weniger zu essen.
- Die Deutsche Gesellschaft für Ernährung äußerte über Fit for Life, es sei den Autoren gelungen, „mit einer rekordverdächtigen Anzahl von reißerischen Sprüchen, Halbwahrheiten, Falschaussagen und Unwahrheiten den unbedarften Leser zu fesseln und die Ernährungsvorschläge der etablierten Wissenschaft als abwegig abzutun.“
- Die Stiftung Warentest riet von der Fit-for-Life-Diät ab, weil das Ernährungskonzept ungesund sei und langfristig Mangelerscheinungen drohen würden.[2]